# Сражение у Плам-Крика
Сражение у Плам-Крика (англ. Battle of Plum Creek) — сражение между ополчением и рейнджерами из Республики Техас с одной стороны, и большим военным отрядом команчей под командованием вождя — Горба Бизона — с другой, которое произошло недалеко от города Локхарт 12 августа 1840 года. Рейнджеры и ополченцы, вместе с присоединившимися воинами из племени тонкава, устроили засаду и атаковали команчей, после их рейда в Южный Техас.
Индейцы пытались вернуться на свои земли в Северном Техасе с огромным табуном захваченных лошадей и мулов, когда их перехватили техасцы и их союзники под командованием генерала Феликса Хьюстона. В последующем сражении нападавшие обратили команчей в бегство. Индейцы потеряли неизвестное количество воинов, ещё двое человек попали в плен. Техасцы потеряли только одного человека убитым и ещё 7 получили ранения. Однако команчам удалось уйти с большей частью своей добычи.

## Предыстория
В конце 1838 года президентом Техаса был избран Мирабо Ламар, являвшийся сторонником силовых методов и предпочитавший путь войны. С самого начала вступления его в должность в Техасе стали происходить беспрестанные жестокие столкновения с коренными народами. Выступая в Конгрессе в декабре 1838 года, он заявил, что у индейцев нет законных прав на земли в республике, и, следовательно, нет смысла с ними о чём-либо договариваться, и призвал вести с ними войну до полного их истребления.
В 1839 году были организованы несколько экспедиций против равнинных кочевников. После нескольких столкновений с техасскими рейнджерами пенатека-команчи решили провести переговоры с представителями республики и послали трёх своих соплеменников в Сан-Антонио. 10 января 1840 года полковник Генри Карнс принял послов и выслушал их предложение. Пенатека заявили, что их лидеры готовы к переговорам с белыми людьми и хотят достичь мирного соглашения. Послы сказали полковнику, что главные вожди согласны прибыть в город, чтобы обсудить все проблемы. Карнс согласился на переговоры, но при условии, что команчи приведут с собой всех своих белых пленников.
19 марта 1840 года делегация пенатека прибыла в Сан-Антонио. Стремление индейцев к миру было очевидно, поскольку из 65 человек, 35 составляли женщины и дети, а из 30 мужчин — 12 являлись вождями. Воинов возглавлял один из ведущих вождей южных команчей Мук-ва-ру. Узнав, что индейцы привезли с собой лишь шестнадцатилетнюю Матильду Локхарт, техасцы решили захватить их вождей в качестве заложников, пока они не выдадут остальных белых пленников. Разъярённые предательством техасцев и не желавшие капитулировать без боя, лидеры пенатека попытались прорваться, но пали в неравном бою. Когда побоище закончилось, 35 команчей были убиты, в том числе 5 женщин и детей. Остальные 30 индейских женщин и детей были заключены в тюрьму.
Слухи о резне в Сан-Антонио быстро распространились среди всех племён команчей. Не только пенатека, но и другие группы желали отомстить белым людям за убийство мирной делегации. Среди оставшихся вождей пенатека наибольшей властью обладал Горб Бизона. В районе плато Эдуардс он собрал мощный и хорошо вооружённый отряд, и направился на техасские поселения к юго-востоку от Сан-Антонио. Хорошо зная этот регион, команчи не были обнаружены белыми людьми, пока не достигли города Гонзалес. Размер армии Горба Бизона и её маневренность сделали индейцев практически неуязвимыми.
Разграбив и разорив два техасских города и множество ферм на юге Техаса, команчи решили вернуться той же дорогой, по которой они прибыли к Мексиканскому заливу. Лишившись подвижности из-за огромного табуна украденных лошадей и каравана тяжело нагруженных добычей мулов, индейцы не смогли уйти от преследования рейнджеров и волонтёров. Отряду под командованием капитана Джона Тамлинсона удалось догнать команчей, но результатом этого стали лишь две незначительные перестрелки. Из-за жаркой погоды и усталости лошадей Тамлинсон не решился вступить в бой с индейцами. В свою очередь команчи, озабоченные сохранностью своей добычи, также не жаждали сражения и продолжили свой путь на север.

## Действия техасцев
Находящийся в отряде Тамлинсона капитан техасских рейнджеров Бенджамин Маккаллох покинул его, посчитав что командир упустил возможность разбить команчей. Он взял с собой троих преданных ему людей и отправился в Гонзалес, надеясь привлечь к погоне полковника Эдварда Берлесона. Капитан был полон решимости догнать и покарать индейцев.
Прибыв в Гонзалес, Маккалох помог его горожанам собрать роту добровольцев. Он также отправил одного из рейнджеров на поиски Мэттью Колдуэлла, возглавлявшего ополчение города. Колдуэлл отсутствовал в Гонзалесе, поскольку патрулировал со своими бойцами район к западу от реки Гуадалупе. Получив сообщение от Маккалоха, брат полковника Берлесона, Джонатан, заручился поддержкой ведущего вождя тонкава Пласидо, который привёл с собой 12 воинов. Тонкава были традиционными врагами команчей и не преминули отомстить своим врагам.
Маккалох и его добровольцы пришли к выводу, что лучше всего будет атаковать команчей в долине реки Плам-Крик. Послав гонцов предупредить другие отряды о месте сбора, он отправил своего брата Генри следить за продвижением индейцев. Получив сообщение, Колдуэлл сразу же направился к Плам-Крик. 11 августа у хижины Ишама Гуда силы Колдуэлла встретили отряд генерала Феликса Хьюстона, который прибыл из Остина для борьбы с индейцами. Объединившись, они проследовали к Плам-Крик, где соединились с людьми Маккалоха и разбили лагерь на ночь. Колдуэлл, несмотря на свой опыт в боях с индейцами и недовольство многих рейнджеров, передал верховное командование Хьюстону как старшему по званию. Утром следующего дня к месту сбора подоспел полковник Берлесон с 87 волонтёрами и 13 тонкава.

## Сражение

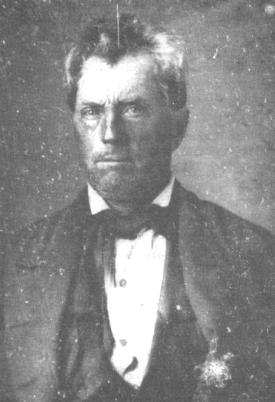
Эдвард Берлесон

Поджидая индейцев, Хьюстон составил план сражения. Полковник Берлесон занял правое крыло, капитан Колдуэлл — левое, центральную линию возглавил майор Томас Хардеман, командующий ротами капитанов Бёрда и Уорда. Таким образом, силы Хьюстона разделились на три подразделения. Техасцев впечатлило количество приближающихся к ним команчей и позабавило их одеяние, поскольку некоторые из них облачились в украденную одежду и обувь. Небольшая часть команчей оторвалась от основной колонны, чтобы сразиться с приближающимися белыми людьми. Между противниками вспыхнула оживлённая перестрелка и первая фаза боя началась.
Заметив надвигающихся на них врагов, команчи приостановили своё движение на северо-запад в месте, которое позже будет названо Келли-Спрингс. Хьюстон отдал приказ своим людям остановиться и спешиться, намереваясь выстроить их в задуманный им боевой порядок. Некоторые из опытных рейнджеров были недовольны приказом генерала, так как не хотели остаться пешими на открытой равнине перед лицом атакующих вражеских всадников. Когда противники оказались друг против друга, то на пространстве перед ними начались стычки между отдельными бойцами и небольшими группами. Индейцы стреляли из луков, а рейнджеры и ополченцы отвечали им выстрелами из ружей и пистолетов. Из-за значительного расстояния между ними потерь с обеих сторон не было.
Во время перестрелки с противником команчи продолжили гнать лошадей и мулов вперёд — они старались вывести с поля боя свои основные силы и уберечь захваченную добычу. Берлесон, Маккаллох и другие опытные бойцы осознали их замысел и попытались предотвратить побег индейцев. Примерно через полчаса после спешивания техасцам удалось подстрелить вождя команчей, который носил большой головной убор и отличался чрезвычайной смелостью. Мэттью Колдуэлл, видя это, призвал Хьюстона перейти в наступление. Однако генерал медлил и решился отдать приказ об атаке только после требований нескольких рейнджеров.
Наступление техасцев придало сражению совершенно иной характер. Команчи разбились на мелкие группы и бежали в разные стороны. Воодушевлённые техасцы начали энергичную погоню, которая продолжалась на расстоянии более 24 км от поля боя. Индейцы рассеялись и пытались скрыться в ближайших зарослях. Преследование команчей превратилось в беспорядочные и скоротечные стычки между несущимися во весь опор всадниками. Достигнув берега реки Моррисон-Крик, индейцы укрылись в холмистой местности, покрытой лесами. Уставшие от погони техасцы прекратили преследование команчей и начали возвращаться на поле боя.

## Последствия
В своём отчёте генерал Хьюстон сообщил, что во время сражения один из его людей был убит и ещё семеро получили ранения. Потери команчей в сражении были серьёзнее, хотя точных данных о них не имеется. Генерал Хьюстон в рапорте от 12 августа сообщал, что «свыше 40 индейцев было убито, 2 пленников захвачены в плен». Он также добавил, что удалось отбить около 200 лошадей и мулов, многие из которых были нагружены награбленной добычей. Генерал остался доволен действиями Берлесона, Колдуэлла, полковника Джонса, подполковника Уоллеса и майора Хардемана, отметив их «мужество и твёрдость».
После победы у Плам-Крика военный министр Техаса Альберт Сидни Джонстон отправил карательную экспедицию против команчей, которую возглавил полковник Джон Мур. Его отряд состоял из 90 рейнджеров и 12 скаутов-липанов. В октябре 1840 года Мур и его люди обнаружили и атаковали стойбище команчей. Рейнджеры и липаны убили около 130 мужчин, женщин и детей. Кроме того, 34 женщины и ребёнка были взяты в плен.
После поражений от Мура и Хьюстона пенатека пересекли Ред-Ривер и откочевали в безопасную часть Команчерии. Последовавший период затишья на фронтире убедил многих техасцев в верности политики Ламара в отношении индейцев. В 1841 году команчи совершали набеги в основном в Северную Мексику, избегая техасские фермы и поселения. Вместе с тем, расходы на войну с индейцами достигли огромной суммы в 2 552 319 долларов, в то время, как Сэм Хьюстон во время своего второго правления потратил на дела с коренными народами всего 94 092 доллара. Кампании Ламара вызвали огромный дефицит бюджета Техаса. По мнению историка Роберта Атли, его военная политика оказалась не более успешной, чем мирные действия первого президента Сэма Хьюстона.